# Britische Unterhauswahl 1955
| Regierung (344): Conservative 323 National Liberal 21 |  | Opposition (285): Labour 277 Liberal 6 SF 2 * |
| Speaker 1                                             |  |                                               |

Zusammensetzung:
^{*} Die Sinn-Féin-Mandate werden in Westminster nicht eingenommen.

Die britische Unterhauswahl 1955 fand am 26. Mai 1955 statt. Bei der Wahl wurden die Abgeordneten für das Unterhaus (House of Commons) neu bestimmt. Wahlgewinner war die Conservative Party mit 46,6 Prozent. Sie erhielt 324 von 630 Sitzen und erreichte damit eine absolute Mehrheit. Die Labour Party verlor weiter und wurde mit 46,4 Prozent und 277 Sitzen nur zweitstärkste Kraft. Anthony Eden konnte damit Premierminister bleiben.

## Vorgeschichte
Seit der Unterhauswahl 1951 stellten die Konservativen unter Winston Churchill wieder die Regierung. Churchill trat am 5. April 1955 zurück und übergab das Amt an Anthony Eden. Dieser rief sofort Wahlen aus. Die hohe persönliche Popularität Edens führte zu einem knappen, aber stabilen Umfragevorsprung vor Labour unter dem alternden Clement Attlee.

## Wahlsystem
Gewählt wurde nach dem einfachen Mehrheitswahlsystem. Es gab keine Sperrklausel.

## Wichtige Parteiführer

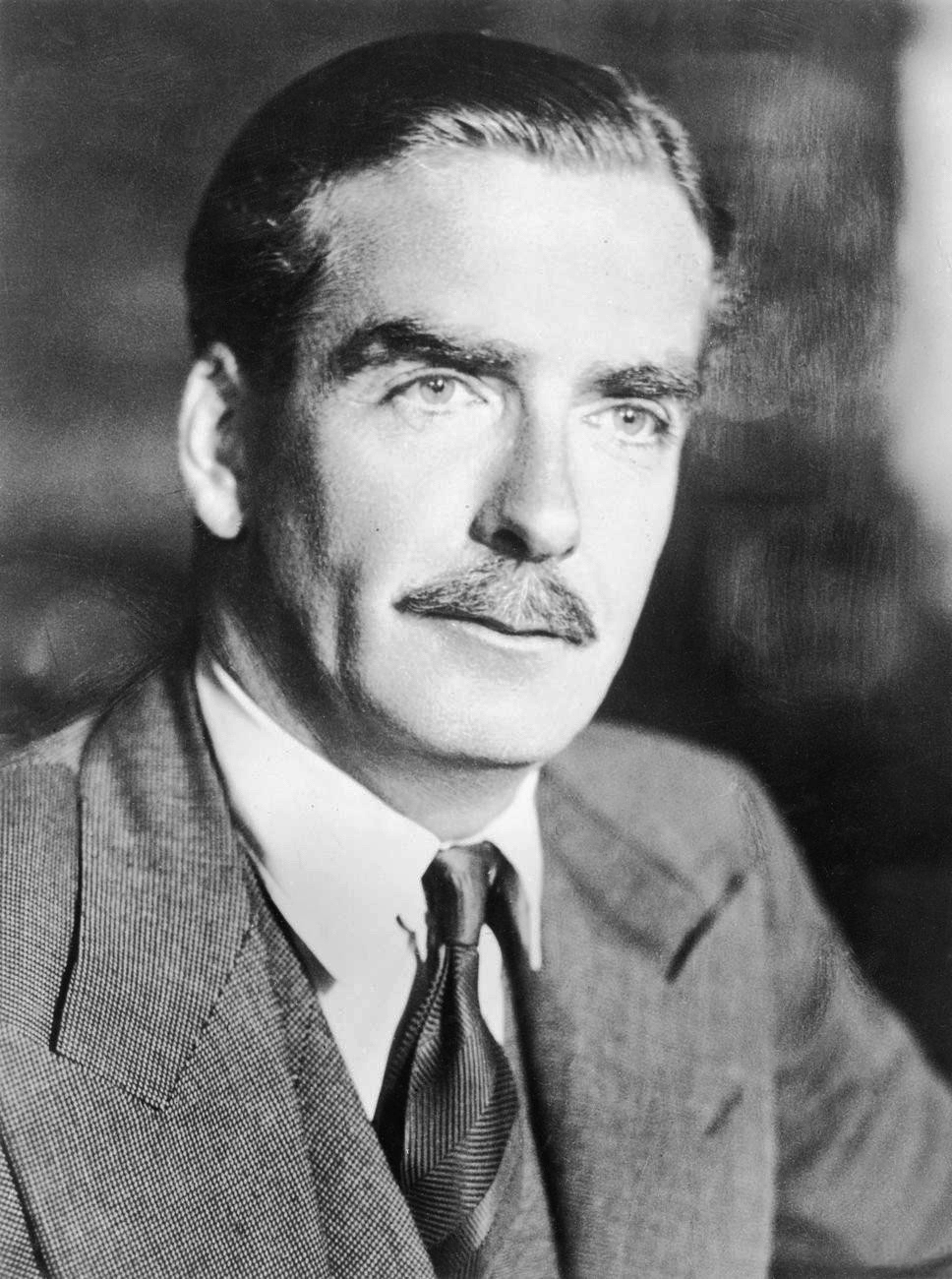
Premierminister Anthony Eden (Conservatives)
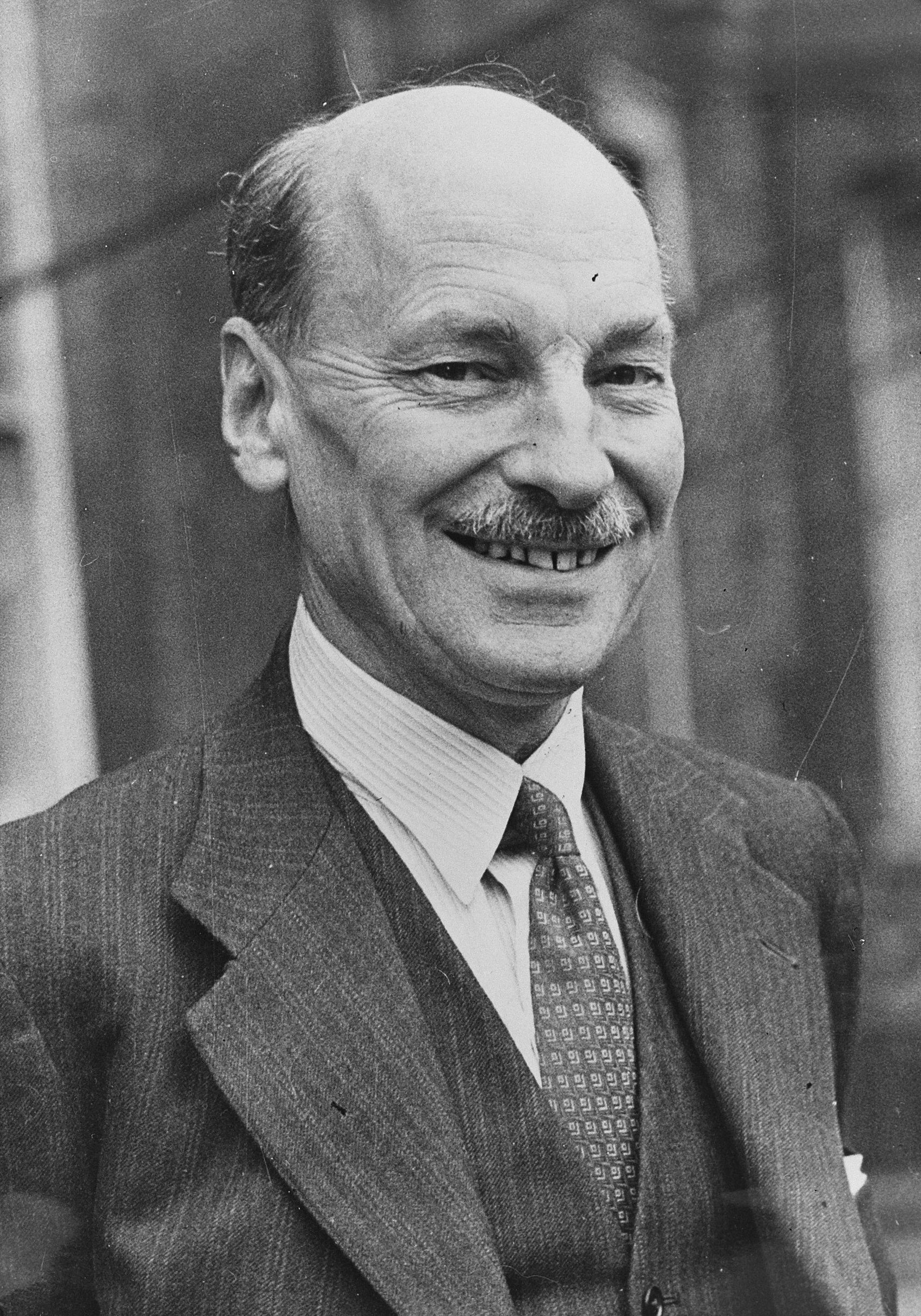
Oppositionsführer Clement Attlee (Labour)
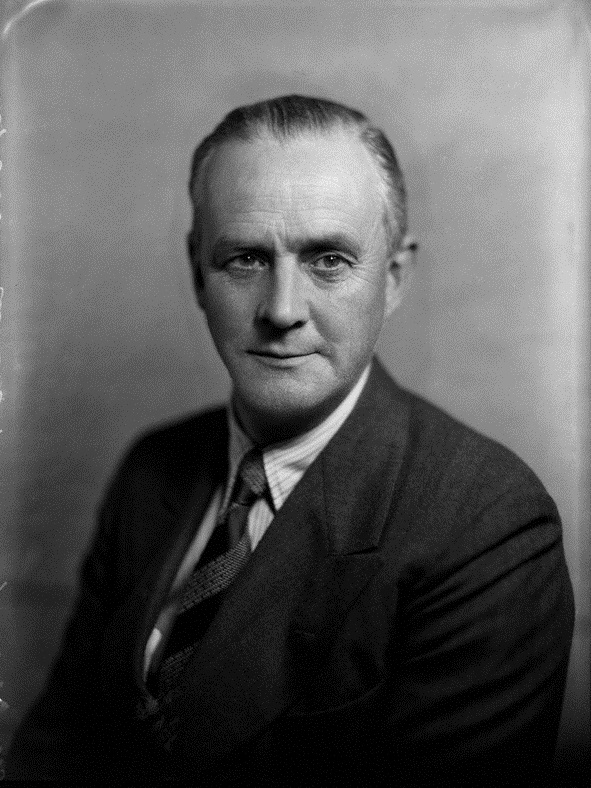
Member of Parliament Clement Davies (Liberal)

## Wahlergebnis

Ergebnisse nach Wahlkreisen. Die Farben entsprechen der nebenstehenden Tabelle.

| Partei          | Partei                           | Stimmen    | Stimmen | Stimmen | Sitze  | Sitze |
| Partei          | Partei                           | Anzahl     | %       | +/−     | Anzahl | +/−   |
| --------------- | -------------------------------- | ---------- | ------- | ------- | ------ | ----- |
|                 | Conservative Party               | 12.468.778 | 46,6    | +2,3    | 324    | +22   |
|                 | Labour Party                     | 12.405.254 | 46,4    | −2,4    | 277    | −18   |
|                 | National Liberal Party           | 842.113    | 3,1     | −0,6    | 21     | +2    |
|                 | Liberal Party                    | 722.402    | 2,7     | +0,1    | 6      | −     |
|                 | Sinn Féin                        | 152.310    | 0,6     | +0,6    | 2      | +2    |
|                 | Plaid Cymru                      | 45.119     | 0,2     | +0,2    | −      | −     |
|                 | Unabhängige                      | 43.791     | 0,2     | −       | −      | −     |
|                 | Communist Party of Great Britain | 33.144     | 0,1     | −       | −      | −     |
|                 | Irish Labour Party               | 16.050     | 0,1     | −       | −      | −     |
|                 | Unabhängige Labour               | 15.322     | 0,0     | −       | −      | −     |
|                 | Scottish National Party          | 12.112     | 0,0     | −       | −      | −     |
|                 | Independent Labour Party         | 3.334      | 0,0     | −       | −      | −     |
|                 | Gesamt                           | 26.759.729 | 100,0   |         | 630    |       |
| Wahlberechtigte | Wahlberechtigte                  | 34.852.179 |         |         |        |       |
| Wahlbeteiligung | Wahlbeteiligung                  | 76,8 %     |         |         |        |       |
| Quelle:         |                                  |            |         |         |        |       |

1. ↑  einschließlich des Speakers of the House

## Nach der Wahl
Durch den Wahlsieg konnten die Konservativen mit ihren nationalliberalen Verbündeten erneut eine Regierung bilden. Die darauffolgende Regierungszeit war vor allem durch die Suezkrise geprägt. Sie endete mit einer internationalen Blamage Großbritanniens und dem Rücktritt Edens. Sein Nachfolger wurde Harold MacMillan, der erneut eine konservativ-nationalliberale Regierung bildete.